# جون ميكيل سارا
جون ميكيل سارا (بالنرويجية البوكمول: Johan Mikkel Sara)‏ هو سياسي نرويجي، ولد في 2 يونيو 1953. حزبياً، نشط في Samer bosatt i Sør-Norge ‏. وقد انتخب member of the Sami Parliament of Norway ‏ عن دائرة  (1989 – 2009).
1. ↑  "Tidligere visepresident dømt til betinget fengsel" (بالنرويجية البوكمول). VG. 17. januar 2013. Retrieved 24 يونيو 2021. {{استشهاد ويب}}: تحقق من التاريخ في: |publication-date= (help)